# Sindangan
Sindangan est une localité de la province de Zamboanga du Nord, aux Philippines. En 2015, elle compte 99 435 habitants.